# Жеванівка
Жева́нівка — село в Україні, у Надлацькій сільській громаді Голованівського району Кіровоградської області. Населення становить 162 осіб.

## Історія
1859 року у власницькому селі Жеванівка (Гаєве) Єлисаветградського повіту Херсонської губернії мешкало 543 особи (268 чоловічої статі та 185 — жіночої), налічувалось 78 дворових господарств, існувала православна церква.
Станом на 1886 рік у колишньому державному селі Живанова (Михайлівка, Глевка) Надлацької волості мешкало 551 особа, налічувалось 114 дворових господарства, існувала православна церква.
За даними 1894 року у селі Жеванівка мешкало 700 осіб (314 чоловічої статі та 386 — жіночої), налічувалось 95 дворових господарств, існувала православна церква.
За переписом 1897 року кількість мешканців зросла до 803 осіб (420 чоловічої статі та 383 — жіночої), з яких 794 — православної віри.

## Населення
Згідно з переписом УРСР 1989 року чисельність наявного населення села становила 196 осіб, з яких 78 чоловіків та 118 жінок.
За переписом населення України 2001 року в селі мешкали 162 особи.

### Мова
Розподіл населення за рідною мовою за даними перепису 2001 року:
| Мова       | Відсоток |
| ---------- | -------- |
| українська | 96,91 %  |
| російська  | 1,23 %   |
| інші       | 1,86 %   |